# Vorízia
Vorízia, en grec moderne : Βορίζια, est un village du dème de Phaistos, en Crète, en Grèce. Selon le recensement de 2011, la population de Vorízia compte 484 habitants. Il est situé à une altitude de 540 m et à 53 km de Héraklion.